# 근녕군
근녕군(謹寧君, 1411년 ~ 1461년 12월 25일(음력 11월 15일))은 조선의 왕족으로, 태종의 9남이자 서5남이다. 어머니는 정빈 고씨이다.

## 생애
이름은 농(禯)이며, 처음 정윤에 봉해졌다가 1424년(세종 6년) 10월 근녕군에 봉해지고, 세종을 도운 공으로 익사공신으로 녹훈되었다. 1426년에 가정대부로, 1428년 7월에 종1품 군으로, 1430년 12월 정1품 군으로 승계되었다.
1429년(세종 11년), 조카인 의성군(誼城君)과 살곶이에서 매사냥을 하였는데, 강무장에서의 사렵(私獵)은 나라에서 엄금하였으므로, 세종은 근녕군과 의성군의 구사(丘史)에게 채찍 40대를 치고 병조에 사렵을 엄금할 것을 명하였다.
단종이 선위할 때 종실백관이 모여 동맹하는데, 혼자 정난공신에 맹훈하는 책에 서명하지 않고 관악산 연주대에 올라 14일간 절식하며 통곡하였다. 현손인 원굉의 상소로 그 충성과 큰 공업이 종친 중에서 으뜸이었다는 비답이 내려졌다.
1461년(세조 7년) 11월 15일 졸하였다. 시호는 희의(僖懿)이며 세조는 3일 동안 조회를 철폐하고, 부의(賻儀)로 쌀·콩 50석과 종이 160권, 베 50필과 유둔(油芚)을 내려 주었다.

## 가족 관계
- 부 : 태종
- 모 : 정빈 고씨[a]
  - 부인 : 태안군부인 하양 허씨(泰安郡夫人 河陽 許氏) - 관찰사(觀察使) 증찬성(贈贊成) 허지혜(許之惠)의 딸
    - 장남 : 옥산군 이제(玉山君 李躋, 1429 ∼ 1490)
    - 며느리 : 함안군부인 함안 윤씨(咸安郡夫人 咸安 尹氏) - 첨지중추부사 증 찬성(贈 贊成) 증 함안군(贈 咸安君) 윤공신(尹恭信)의 딸
      - 손자 : 시안군 이탁(始安君 李擢, 1446 ~ ?)
      - 손자 : 영인군 이순(寧仁君 李揗, 1448 ~ ?)
      - 손자 : 강원부정(薑原副正) 이징(李振)
      - 손자 : 팽성부정(彭城副正) 이손(李損)
      - 손자 : 진강부정(鎭江副正) 이찬(李攢)
      - 손자 : 검성부정(劍城副正) 이읍(李揖)
      - 손녀 : 양주 조씨 부사(府使) 증 참찬(贈 參贊) 조수견(趙壽堅)의 처

    - (첩)며느리 : 노비 출신
      - 서손자 : 순안군 이희(順安君 李?)
      - 서손자 : 의성부정(義城副守) 이식(李拭)
      - 서손녀 : 청주 곽씨 첨사(僉使) 곽문백(郭文伯)의 처
      - 서손녀 : 밀양 당씨 현령(縣令) 당직(唐稷)의 처

    - 차남 : 우산군 정민공 종(牛山君 貞愍公 踵 ? ~ 1506) : 온녕군(溫寧君)에게 출계
    - 3남 : 달천정 유(達川正 踰, ? ~ 1454)
    - 장녀 : 신상하(辛尙夏)와 혼인
    - 차녀 : 광산 김씨 현감(監察) 김현뢰(金賢賚)의 처
      - 외손자 : 건공장군(建功將軍) 김영보(金永寶)
      - 외손자 : 현감(縣監) 김영진(金永珍)
      - 외손자 : 김영호(金永瑚)
      - 외손녀 : 덕수 이씨 이원(李瑗)의 처
      - 외손녀 : 연일 정씨 참봉(參奉) 증 찬성(贈 贊成) 정규(鄭潙)의 처
      - 외손녀 : 양천 허씨 현령(縣令) 허윤관(許允寛)의 처

    - 3녀 : 하동 정씨 정석년(鄭錫年)의 처
      - 외손녀 : 경주 이씨 도사(都事) 이세번(李世蕃)의 처

    - 4녀 : 동래 정씨 군수(郡守) 정수(鄭穗)의 처
      - 외손자 : 정인후(鄭仁厚)
      - 외손녀 : 현감(縣監) 장세린(張世麟)과 혼인

    - 5녀 : 경주 김씨 부사(府使) 김희(金僖)와 혼인
      - 외손자 : 부사(府使) 김양언(金良彦, 1462 ~ ?)
      - 외손자 :  부사(府使) 김양수(金良秀, 1464 ~ ?)
      - 외손녀 : 함양 오씨 첨지(僉使) 오령(吳齡)과 혼인

    - 6녀 : 광주 정씨 판관(判官) 정윤공(鄭允功)과 혼인
      - 외손자 : 별좌(別坐) 정자란(鄭子蘭)
      - 외손자 : 첨지(僉知) 정자지(鄭子芝)
      - 외손자 : 봉사(奉事) 정자형(鄭子蘅)
      - 외손자 : 봉사(奉事) 정자전(鄭子荃)
      - 외손녀 : 연안 이씨 부윤(府尹) 이전(李㙉)과 혼인